# Trzeszczyna
Trzeszczyna (pronunciación: [tʂɛʂˈt͡ʂɨna], alemán: Heinrichsfelde) es un pueblo en Polonia noroeste, situado en el Voivodato de Pomerania Occidental, en el distrito de Łobez, en el municipio de Łobez. Se halla más o menos a 5 kilómetros al norte de Łobez y a 73 kilómetros al nordeste de la capital del voivodato: Szczecin. Trzeszczyna es una parte del sołectwo de Dalno. La población del pueblo es 40.
Trzeszczyna es el resultado de una fusión entre las tierras pertenecientes al comerciante de Łobez llamado Borchardt. En el pueblo hay un parque, que está en el registro de los monumentos. Antes del año 1945 el pueblo fue alemán. Entre 1975 y 1998 el pueblo perteneció al Voivodato de Szczecin.